# Championnats du monde de pentathlon moderne 2025
Navigation
Édition précédente Édition suivante
Les Championnats du monde de pentathlon moderne 2025 sont la 66e édition des Championnats du monde de pentathlon moderne. Ils ont lieu à Kaunas, en Lituanie du 26 au 30 août 2025. 
Pour ce championnat, l'épreuve d'équitation n'est pas présente, remplacée par une course d'obstacle. Le championnat par relais à lieu lui à Alexandrie du 8 au 13 juillet 2025. Mossel Bay accueillera du 9 au 14 décembre les Championnats du monde de Biathlé-Triathlé et de laser run, combinés pour la première fois.

## Pentathlon

### Podiums
| Épreuves    | Or     | Or     | Argent | Argent | Bronze | Bronze |
| Hommes      | Hommes | Hommes | Hommes | Hommes | Hommes | Hommes |
| ----------- | ------ | ------ | ------ | ------ | ------ | ------ |
| Individuel  |        | pts    |        | pts    |        | pts    |
| Par équipes |        | pts    |        | pts    |        | pts    |
| Femmes      |        |        |        |        |        |        |
| Individuel  |        | pts    |        | pts    |        | pts    |
| Par équipes |        | pts    |        | pts    |        | pts    |

### Tableau des médailles
- Pays organisateur

| Rang  | Nation | Or | Argent | Bronze | Total |
| ----- | ------ | -- | ------ | ------ | ----- |
| Total |        |    |        |        |       |